# 82e méridien ouest
En géographie, le 82e méridien ouest est le méridien joignant les points de la surface de la Terre dont la longitude est égale à 82° ouest.

## Géographie

### Dimensions
Comme tous les autres méridiens, la longueur du 82e méridien correspond à une demi-circonférence terrestre, soit 20 003,932 km. Au niveau de l'équateur, il est distant du méridien de Greenwich de 9 128 km,.
Avec le 98e méridien est, il forme un grand cercle passant par les pôles géographiques terrestres.

### Régions traversées
En commençant par le pôle Nord et descendant vers le sud au pôle Sud, Le 82e méridien ouest passe par:
| Coordonnées          | Pays, territoire ou mer | Notes |
| -------------------- | ----------------------- | --- |
| 90° 00′ N, 82° 00′ O | Océan Arctique          | |
| 82° 39′ N, 82° 00′ O | Canada                  | Nunavut — Île Ellesmere |
| 76° 30′ N, 82° 00′ O | Détroit de Jones        | |
| 75° 49′ N, 82° 00′ O | Canada                  | Nunavut — Île Devon |
| 74° 28′ N, 82° 00′ O | Détroit de Lancaster    | |
| 73° 44′ N, 82° 00′ O | Canada                  | Nunavut — Île de Baffin |
| 69° 53′ N, 82° 00′ O | Bassin de Foxe          | |
| 69° 16′ N, 82° 00′ O | Canada                  | Nunavut — Péninsule de Melville (continent) |
| 66° 52′ N, 82° 00′ O | Bassin de Foxe          | |
| 64° 37′ N, 82° 00′ O | Canada                  | Nunavut — Île Southampton |
| 63° 39′ N, 82° 00′ O | Détroit de Evans (en)   | |
| 62° 57′ N, 82° 00′ O | Canada                  | Nunavut — Île Coats |
| 62° 41′ N, 82° 00′ O | Baie de Hudson          | |
| 55° 00′ N, 82° 00′ O | Baie de James           | |
| 53° 03′ N, 82° 00′ O | Canada                  | Nunavut — Île Akimiski |
| 52° 59′ N, 82° 00′ O | Baie de James           | |
| 52° 47′ N, 82° 00′ O | Canada                  | Ontario — continent et Île Manitoulin |
| 45° 33′ N, 82° 00′ O | Lac Huron               | |
| 43° 12′ N, 82° 00′ O | Canada                  | Ontario |
| 42° 15′ N, 82° 00′ O | Lac Erie                | |
| 41° 31′ N, 82° 00′ O | États-Unis              | Ohio Virginie Occidentale — à partir de 39° 00′ N, 82° 00′ O Kentucky — sur environ 2 km à partir de 37° 32′ N, 82° 00′ O Virginie — à partir de 37° 31′ N, 82° 00′ O Tennessee — à partir de 36° 35′ N, 82° 00′ O Caroline du Nord — à partir de 36° 09′ N, 82° 00′ O Caroline du Sud — à partir de 35° 11′ N, 82° 00′ O Géorgie — à partir de 33° 31′ N, 82° 00′ O Floride — à partir de 30° 47′ N, 82° 00′ O |
| 26° 29′ N, 82° 00′ O | Golfe du Mexique        | Passe juste à l'est de Boca Grande Key, Floride, États-Unis (à 24° 32′ N, 82° 00′ O) |
| 23° 11′ N, 82° 00′ O | Cuba                    | |
| 22° 18′ N, 82° 00′ O | Mer des Caraïbes        | |
| 21° 39′ N, 82° 00′ O | Cuba                    | Archipel des Canarreos |
| 21° 36′ N, 82° 00′ O | Mer des Caraïbes        | |
| 9° 10′ N, 82° 00′ O  | Golfe de Chiriquí       | |
| 8° 57′ N, 82° 00′ O  | Panama                  | |
| 8° 12′ N, 82° 00′ O  | Océan Pacifique         | Passe juste à l'ouest de l'île de Coiba, Panama (à 7° 31′ N, 81° 53′ O) |
| 60° 00′ S, 82° 00′ O | Océan Austral           | |
| 73° 56′ S, 82° 00′ O | Antarctique             | Liste des territoires revendiqués par le Chili |